# Гірнича промисловість Франції
Гірнича промисловість Франції

## Загальна характеристика
Франція має сучасну розвинену гірн. пром-сть. В останні десятиліття XX ст. вона забезпечувала бл. 20 % видобутку арсену, 15 % діатоміту, 8-9 % гіпсу, 6-7 % калійних солей, 5-6 % флюориту, польового шпату, 4-5 % брому, тальку, 0,8 % руд цинку серед країн Заходу. Частка гірничодоб. промисловості у ВВП з урахуванням продукції галузей, які переробляють мінеральну сировину становить бл. 10 %. Переважає підземний спосіб видобутку к.к. (бл. 90 % підприємств). Гірничодоб. пром-сть Ф. в значній мірі контролюється державою (г.ч. Бюро геол. і гірн. досліджень). Основою гірн. промисловості Ф. У XX ст. традиційно були залізорудна і вугільна пром-сть, які конкурували з високорентабельною пром-стю нових країн-постачальників (Австралії, Канади, Бразилії та ін.).
Однак, за останні десятиріччя обсяг видобутку корисних копалин у Франції суттєво знизився в основному через іноземну конкуренцію. Це г.ч. позначилося на вугільній промисловості і торкнулося навіть розробки залізорудних родовищ північної Лотарингії, звідки постачається сировина для місцевої металургійної промисловості.

## Динаміка видобутку основних видів мінеральної сировини і виробництва металів уФранції, тис.т
| Мінеральна сировина                              | 1999        | 2000        | 2001        |
| Енергетика і чорна металургія                    |             |             |             |
| Сира Нафта                                       | 2 100       | 1 900       | 1 900       |
| Природний газ (у нафтовому еквіваленті)          | 1 700       | 1 600       | 1 500       |
| Кам'яне і буре вугілля — у нафтовому еквіваленті | 5 700 3 300 | 4 100 2 300 | 2 700 1 500 |
| Сталь                                            | 20 200      | 21 000      | 19 344      |
| Метал в рудах (т)                                |             |             |             |
| Золото                                           | 3,0         | 2,8         | н/д         |
| Уран                                             | 420         | 300         | 156         |
| Метал первинний і вторинний                      |             |             |             |
| Свинець                                          | 223         | 217         | 184         |
| Цинк                                             | 337         | 348         | 345         |
| Алюміній                                         | 694         | 701         | 713         |
| Нікель                                           | 11          | 13          | 13          |
| Індустріальні мінерали і матеріали               |             |             |             |
| Поташ (К2О)                                      | 350         | 330         | 257         |
| Сіль                                             | 5 900       | 6 200       | 6 096       |
| Плавиковий шпат                                  | 110         | 114         | н/д         |
| Барит                                            | 75          | 92          | н/д         |
| Тальк                                            | 370         | 380         | 367         |
| Сірка                                            | 820         | 800         | 840         |

## Окремі галузі
Нафтогазова промисловість. Перше нафт. родов. у Ф. — Пешельбронн (Рейнський бас.), відкрито в 1813. У 1939 в передгір'ях Піренеїв (Аквітанський бас.) відкрите перше газове родов. Сен-Марсі, в 1949 найбільше родов. газу — Лак. На 1990 р. у Ф. відкрито 57 родов. (48 нафт. і 9 газових), які експлуатуються в Аквітанському і Паризькому басейнах. У Рейнському і Ронському басейнах видобуток нафти і газу припинено через виснаження запасів. Макс. видобуток нафти в країні (3,6 млн т) досягнуто в 1988, газу (7,9 млрд м3) в 1971. У подальші роки видобуток газу постійно знижувався. Власний видобуток нафти задовольняє бл. 4 % потреб країни. Дефіцит заповнюється за рахунок імпорту з країн Бл. і Сер. Сходу, Півн. Африки, Норвегії, Великої Британії, Росії. В 1992 частка нафти в загальному енергобалансі країни — 41 %. У 1992 було ввезено 73,8 млн т нафти, а в 1997—111,9 млн т.
Нафта переробляється на 14 заводах загальною потужністю бл. 100 млн т/рік. Імпортна нафта надходить в країну мор. шляхом. Найбільші «нафтові» порти — Фос-сюр-Мер, Гавр, Дюнкерк, Верден, Донж. Найважливіші нафтопроводи на тер. Ф. — Південно-Європейський — від порту Фос-сюр-Мер до Страсбурга і далі в Карлсруе (ФРН) і Гавр-Гранпюї, протяжність відповідно 714 і 251 км, діаметр 120 і 50 см.
Природний газ добувається з 1940-х років в передгір'ях Піренеїв. На межі ХХ-XXI ст. експлуатуються родовища району Лак. Запаси газу сильно виснажені, і в 1997 на частку місцевих ресурсів припадає тільки 6 % всього споживаного в країні газу, тому істотно збільшився його імпорт з північноафриканських країн, Нідерландів, Росії і Норвегії. Питома вага газу в енергобалансі Франції становить 13,6 %.
Вугільна промисловість. Пром. видобуток вугілля у Ф. розпочато у перші роки 19 ст. (0,8 млн т в 1813). Між двома світовими війнами видобуток вугілля зріс у 2 рази. Наприкінці 1950-х років видобуток вугілля перевищував 58 млн т на рік. У 1997 було видобуто всього 7,3 млн т вугілля. Через високі виробничі витрати і виснаження запасів у 1995 всі шахти на півночі країни (в планово-економічному районі Нор-Па-де-Кале), були закриті і експлуатувалися тільки вугільні родовища Лотарингії. У 1997 було імпортовано, в основному зі США і Австралії, понад 15 млн т вугілля. Наприкінці XX ст. вугільна пром-сть Ф. націоналізована. Видобуток здійснювався відкритим і підземним способами. Найбільші шахти «Вутер» і «Вьондель». Сер. глибина розробки на шахтах бл. 700 м, потужність пластів 1-4 м. Обсяг видобутку скорочувався внаслідок розвитку альтернативних видів енергоносіїв. За весь час пром. розробки видобуто бл. 5 млрд т вугілля.
Станом на 2002 р. Франція повністю ліквідує свою вугледобувну промисловість. За рішенням уряду будуть закриті три останні шахти, де ще добувається вугілля. Протягом останніх 200 років вугільна галузь була однією з ключових, що забезпечила створення потужної національної важкої індустрії. На піку її розвитку в 1946 р. на шахтах було зайнято близько 400 тис. чоловік. Однак в останні десятиріччя шахти стали збитковими. Імпорт дешевого вугілля з Південної Африки і Австралії привів до того, що на кожному шахтарі щорічно країна втрачала €100 тисяч. Скорочення національного попиту на вугілля викликаний насамперед потужним розвитком у Франції атомної енергетики. На початку XXI ст. АЕС Франції виробляють бл. 80 % споживаної в країні електроенергії.
Видобуток уранових руд у Ф. проводиться з 1957. Франція — один з найбільших продуцентів урану в Зах. Європі. Розробляється бл. 20 родов., г.ч. у центральній і західній Франції. Рудники: «Бессін», «Сен-Мартен-дю-Боск», «Екарпьєр», «Мельяк», «Бернардон», «Сен-Пьєр», «Бертолен», «Сельєр». Збагачення урану, виготовлення ядерного палива і його переробка здійснюється безпосередньо у Ф. Один з найбільших у світі заводів по збагаченню урану знаходиться в Пьєрлате, в низов'ї Рони, а на крайньому північному заході, на мисі Ла-Аг в Нижньій Нормандії, знаходиться великий комбінат по переробці радіоактивних відходів.
Залізну руду видобувають у Лотаринзькому басбасейні, де залізорудні родовища розробляються декількома компаніями. В останні десятиліття XX ст. підгалузь згорталася внаслідок вичерпання запасів.
Боксити. Осн. райони видобутку бокситів зосереджені на півдні в деп. Вар, Буш-дю-Рон, Еро. Ф-ки випуску глинозему загальною потужністю 1400 тис. т/рік, крім того, можуть забезпечити щорічний випуск 10 т ґалію.
Вольфрамові руди добувають на копальні «Сало» потужністю 60 тис. т руди на рік. На збагач. ф-ці отримують флотаційний і гравітаційний концентрати.
Золото. З видобутку золотих руд Ф. займає одне з провідних місць в Зах. Європі. На рудні «Салсінь» полі-металічні руди розробляють відкритим і підземним способами. Руди з сер. вмістом Au 10,3 г/т. Золотозбагач. ф-ка Салсінь переробляє бл. 500 т комплексних руд на добу. Золото і срібло видобувають на руднику «Бурнекс».
Арсен. З видобутку арсенових руд Франція нарівні зі Швецією займає провідне місце серед країн Заходу.
Олово. Видобуток олов'яних руд у Ф. вівся з І ст. до н. е. До 1958 розроблялося родов. Аббарес, в 1960-72 розсип Сен-Ренан, з якого вироблено 5220 т каситеритового концентрату (74 % Sn). Перспективи виробництва олова пов'язані з освоєнням родов. Ешасьєр, при розробці якого відкритим способом передбачається щорічний випуск 150—160 т Sn і 35 т Ta2O5.
Свинець. Виробництво свинцю наприкінці XX ст. скорочувалося. У 1982 був закритий рудник «Ларжант'єр», в 1981 — «Фарж». Функціонував рудник «Ле-Малін» (50 тис. т концентрату на рік).
Срібло. Видобуток срібла провадять з руд поліметалічних родов. Салсінь, Бурнекс, Ле-Малін і Ноайяк-Сен-Сальві. Ф. входить до числа 10 перших держав Західної Європи з видобутку срібла.
Цинк. Видобуток цинкових руд проводиться г.ч. на руднику «Ноайяк-Сен-Сальві» з 1975. Застосовується система розробки горизонтальними шарами і низхідною виїмкою шарів вис. 4 м. Руда збагачується. Цинкові концентрати містять значну к-ть ґерманію.
Барит. За видобутком бариту Ф. займає 3-є місце серед західно-європейських країн. Наприкінці XX ст. галузь контролювали компанії: «Sociéte Barytine de Chaillac» (рудник «Шелак»), «Société des produits chimiques de Viviez» (жильне родов. Лакан).
Калійні солі. Ф. — великий продуцент калійних солей серед країн Заходу (разом з Канадою і ФРН). Осн. район їх видобутку — деп. Верх. Рейн (Ельзаський бас.).
Кам'яна сіль. У великих масштабах ведеться видобуток кам'яної солі в Лотарингії, Франш-Конте і Беарне, також налагоджене випарювання солі з морської води в районі дельти Рони (рівнина Камарг). Зокрема, кам'яну сіль видобувають на руднику «Сен-Ніколас-дю-Порт» (родов. Варанжвіль), а також морську сіль — на узбережжі Середземного м. На базі використання цих мінеральних ресурсів склалося виробництво соди і хлористих сполук.
Сірка. Основну к-сть сірки отримують попутно при видобутку природного газу на родов. Лак. Виробничі потужності становлять 3 млн т сірки на рік.
Флюорит. За видобутком флюориту Ф. у останні десятиліття XX ст. займала одне з повідних місць серед країн Заходу і 5-е у світі (після Китаю, Мексики, Монголії та ПАР; 3,2 % світового видобутку). Розроблялися 8 родов., в тому числі 3 відкритим способом. Основний видобуток був зосереджений в деп. Тарн і Вар. У зв'язку з виснаженням родовищ промисловість згортається. Забезпеченість країни загальними і підтвердженими запасами флюориту при рівні виробництва 1997 р. складає, відповідно (років) — 127 і 91.
Гіпс. З видобутку гіпсу Ф. займає одне з провідних місць (разом зі США та Іспанією) серед розвинених країн Заходу. Видобуток здійснюється на кар'єрах в Паризькому бас., в Провансі, в Альпах, в Шаранті та ін. Крім кар'єрів гіпс добувають на шахтах («Паншар», «Таверні» та ін.), де застосовують системи розробки з керованим обваленням.
Діатоміт. За виробництвом діатоміту Ф. (деп. Лозер) займає одне з провідних місць (разом зі США) серед країн Заходу.
Каолін. Видобуток каоліну зосереджено г.ч. в деп. Кот-дю-Нор, Фіністер, Морбіан. У 1990-х рр за видобутком польового шпату Ф. займала 2-е місце (після ФРН) в Європі. Осн. родов. розташовані на півдні країни і в Піренеях. За виробництвом тальку Ф. теж належить 2-е місце в Зах. Європі. Бл. 90 % видобутку забезпечують родов. Люзенак і Тримунс.
Нерудні будівельні матеріали. З нерудних буд. матеріалів у Ф. видобувають пісок, гравій, щебінь. Через виснаження запасів обсяг виробництва піску і гравію скорочується на 1 % в рік. Розробка природного каменя у Ф. ведеться в 14 регіонах країни. Видобувають граніти, мармур і облицювальний вапняк. Близько 3/4 загального видобутку граніту дає Бретань і півд. області країни, прилеглі до Піренеїв. Лотарингія дає 7 % загального обсягу продукції, Нижня Нормандія — 4 %. Мармур і вапняк видобувають г.ч. у Бургундії, Лангедоці, Пікардії, Провансі, а облицювальний пісковик — в Ельзасі.
Компанія Talc de Luzenac (філія Rio Tinto) поблизу с. Лузенак (село в гірській долині Ар'єж в декількох десятках кілометрів від Андорри і Іспанії на висоті 1800 м над рівнем моря) розробляє кар'єр Тримунс — найбільше гірниче підприємство з видобутку тальку у світі [Mines et carrières: Revue de l'industrie minérale. — 2001. — 83, sept. — Р. 16, 19].

## Гірничо-геологічна служба. Друк
Координацію науково-дослідних робіт в різних галузях науки і техніки, в тому числі і в області геології та гірничої справи, здійснює Національний центр наукових досліджень (заснований у 1939 в Парижі). Центр об'єднує і контролює роботу понад 1500 лабораторій і НДІ, в їх числі Центр геології і геофізики при університеті в Монпельє (заснований 1974), Центр петрографічних і геохімічних досліджень і служба аналізу порід та мінералів у Вандьовр-ле-Нансі (1953), Центр седиментології і геохімії в Страсбурі (1963), лабораторія кристалографії в Греноблі (1971), лабораторія магнетизму Бельвью в Медоні (1970), лабораторія четвертинної геології при університеті в Марселі (1958) та ін. Практична діяльність в області геології і гірничої справи контролюється Бюро геологічних і гірничих досліджень в Орлеані (1959, Bureau de recherches géologiques et minières, BRGM). Ряд організацій, що вирішують аналогічні питання, не пов'язані з Національним центром наукових досліджень, наприклад Інститут і обсерваторія фізики Землі (деп. Пюї-де-Домк в Клермон-Феррані, 1871), що займається науками про Землю (сейсмологія, геомагнетизм, геохронологія, геохімія, вулканологія); французький інститут нафти (1945) в Рюей-Мальмезоне, який готує фахівців і розробляє проблеми, пов'язані з нафтовою промисловістю. З наукових товариств найбільш відомі Геологічне Товариство Франції (Париж, 1830), Товариство мінералогії і кристалографії (Париж, 1878), Французька асоціація по вивченню четвертинного періоду (1962), Наукова і технічна асоціація по використанню океану (Париж, 1967). Перші навчальні заклади з підготовки кадрів в галузі гірничої справи виникли у Франції у 2-й половині 18 ст. Одне з найстаріших — Вища національна школа гірничої справи в Парижі (1783) і Сент-Етьєні (1816). При Національному політехнічному інституті Лотарингії (1970) функціонує Вища національна школа прикладної геології і гірничої розвідки (Нансі).
Проблеми геології і гірничої справи висвітлюються в ряді журналів, що видаються BRGM: «Géologie de la France» (з 1983), «Hydrogéologie Géologique de l'Ingénieur» (із 1963, з 1985 «Hydrogéologie»), «Chronique de la Recherche minière» (з 1977), «Géochronique» (з 1968), «Géothermie-Actualités». Геологічне Товариство Франції видає «Bulletin de la Société Géologique de France» (з 1830), Французьке Товариство мінералогії і кристалографії — «Bulletin de Minéralogie» (з 1878) та ін.